# ماريون برتراند
ماريون برتراند (بالفرنسية: Marion Bertrand)‏ هي متزحلقة فرنسية، ولدت في 2 نوفمبر 1984 في غراس في فرنسا.

## وصلات خارجية
- ماريون برتراند على موقع الاتحاد الدولي للتزلج (التزلج على المنحدرات الثلجية) (الإنجليزية)
- ماريون برتراند على موقع الاتحاد الدولي للتزلج (التزلج الريفي) (الإنجليزية)
- ماريون برتراند على موقع اللجنة الأولمبية الدولية (الإنجليزية)
- ماريون برتراند على موقع أوليمبيديا (الإنجليزية)
- ماريون برتراند على موقع اللجنة الأولمبية الفرنسية (مؤرشف) (الفرنسية)